# غوردون بيكر
غوردون بيكر (14 مارس 1936 - ) (بالإنجليزية: Gordon Becker)‏ هو لاعب كريكت أسترالي.

## وصلات خارجية
- غوردون بيكر على موقع إي آس بي آن كريك إنفو (الإنجليزية)